# Cylindrotheristus resimus
Cylindrotheristus resimus är en rundmaskart som först beskrevs av Christian Wieser 1959.  Cylindrotheristus resimus ingår i släktet Cylindrotheristus och familjen Monhysteridae. Inga underarter finns listade i Catalogue of Life.